# Étienne Bausch
Étienne Bausch (Differdange, 17 giugno 1901 – Lussemburgo, 25 gennaio 1971) è stato un calciatore lussemburghese, di ruolo portiere.

## Carriera
Ha partecipato alle Olimpiadi del 1924.

### Cronologia presenze e reti in Nazionale
| Cronologia completa delle presenze e delle reti in nazionale ― Lussemburgo | Cronologia completa delle presenze e delle reti in nazionale ― Lussemburgo | Cronologia completa delle presenze e delle reti in nazionale ― Lussemburgo | Cronologia completa delle presenze e delle reti in nazionale ― Lussemburgo | Cronologia completa delle presenze e delle reti in nazionale ― Lussemburgo | Cronologia completa delle presenze e delle reti in nazionale ― Lussemburgo | Cronologia completa delle presenze e delle reti in nazionale ― Lussemburgo | Cronologia completa delle presenze e delle reti in nazionale ― Lussemburgo |
| Data                                                                       | Città                                                                      | In casa                                                                    | Risultato                                                                  | Ospiti                                                                     | Competizione                                                               | Reti                                                                       | Note                                                                       |
| -------------------------------------------------------------------------- | -------------------------------------------------------------------------- | -------------------------------------------------------------------------- | -------------------------------------------------------------------------- | -------------------------------------------------------------------------- | -------------------------------------------------------------------------- | -------------------------------------------------------------------------- | -------------------------------------------------------------------------- |
| 4-5-1924                                                                   | Arlon                                                                      | Belgio                                                                     | 2 – 1                                                                      | Lussemburgo                                                                | Amichevole                                                                 | -2                                                                         |                                                                            |
| 11-5-1924                                                                  | Lussemburgo                                                                | Lussemburgo                                                                | 2 – 1                                                                      | Belgio                                                                     | Amichevole                                                                 | -1                                                                         |                                                                            |
| 29-5-1924                                                                  | Vincennes                                                                  | Italia                                                                     | 2 – 0                                                                      | Lussemburgo                                                                | Olimpiadi 1924 - Ottavi di finale                                          | -2                                                                         |                                                                            |
| 5-10-1924                                                                  | Malines                                                                    | Belgio                                                                     | 4 – 1                                                                      | Lussemburgo                                                                | Amichevole                                                                 | -4                                                                         |                                                                            |
| Totale                                                                     |                                                                            | Presenze                                                                   | 4                                                                          |                                                                            | Reti                                                                       | -9                                                                         |                                                                            |